# Münsterhausen
Münsterhausen er en købstad (markt) i Landkreis Günzburg i Regierungsbezirk Schwaben i den tyske delstat Bayern. Den er en del af Verwaltungsgemeinschaft Thannhausen.

## Geografie
Münsterhausen liegt in der Region Donau-Iller, ved floden Mindel.
I kommunen ligger ud over Münsterhausen landsbyerne Hagenried, Oberhagenried, Reichertsried og Häuserhof.